# Dhakawang
Dhakawang (en népalais : ढाकावाङ्) est un comité de développement villageois du Népal situé dans le district d'Arghakhanchi. Au recensement de 2011, il comptait 6 768 habitants.